# Ala-Pulkko
Ala-Pulkko eller Ala Pulkonjärvi är en sjö i Finland. Den ligger i kommunen Kuopio i landskapet Norra Savolax, i den centrala delen av landet, 300 km norr om huvudstaden Helsingfors. Ala-Pulkko ligger 88,1 meter över havet. Den är 12,2 meter djup. Arean är 55,5 hektar och strandlinjen är 5,3 kilometer lång. Sjön  ingår i Vuoksens huvudavrinningsområde.   I omgivningarna runt Ala-Pulkko växer i huvudsak blandskog.